# Melaleuca
Melaleuca är ett släkte av myrtenväxter. Melaleuca ingår i familjen myrtenväxter.

## Bildgalleri

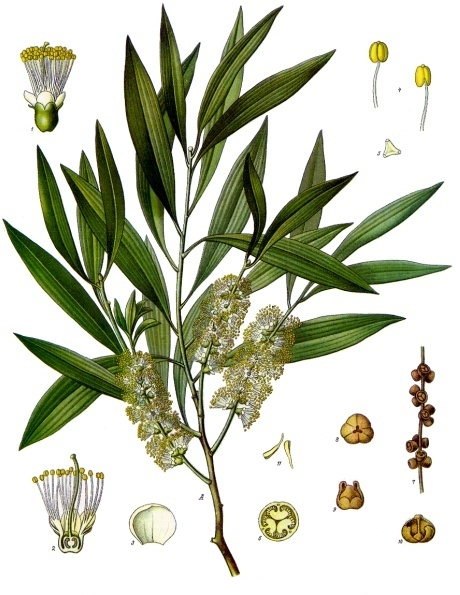
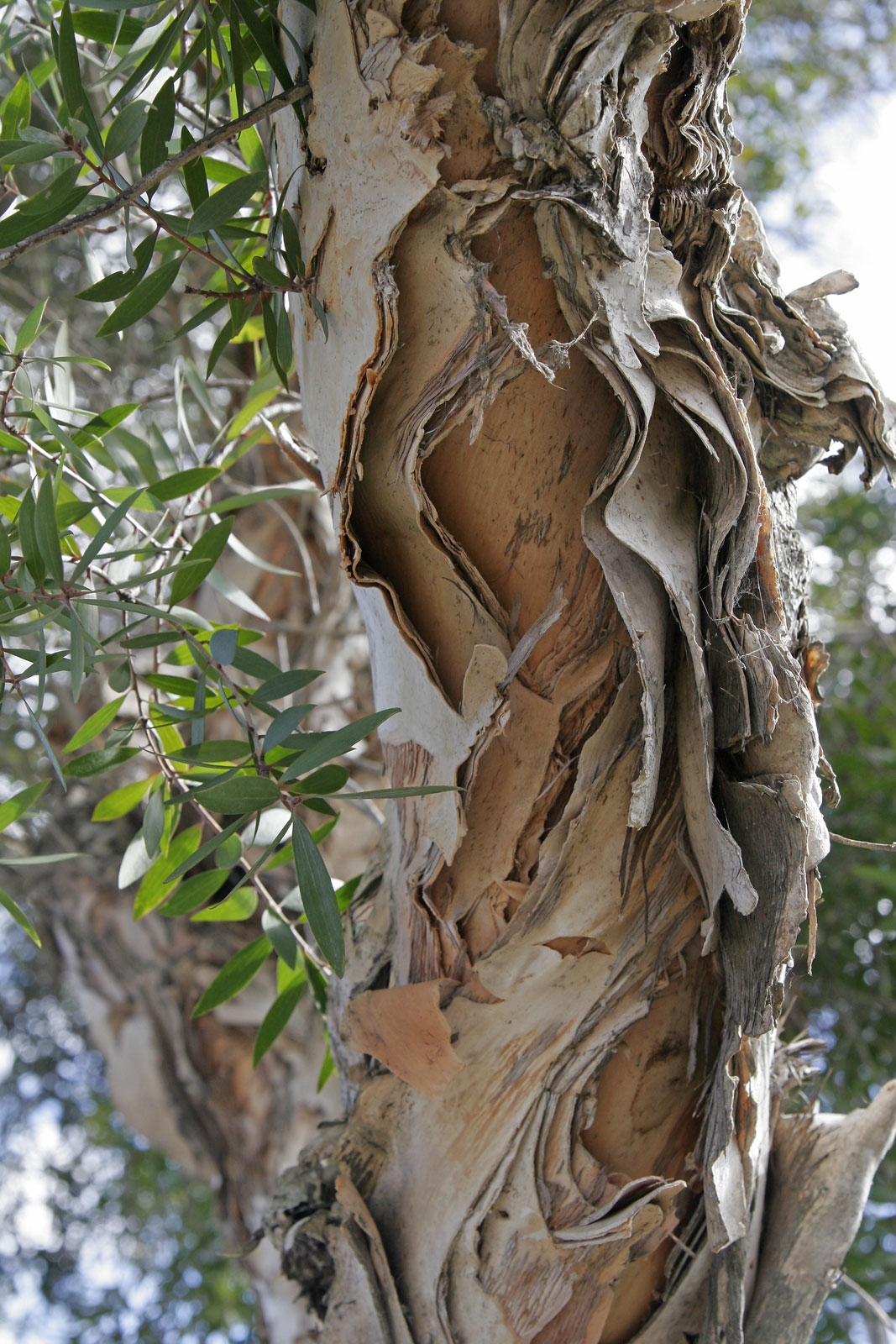
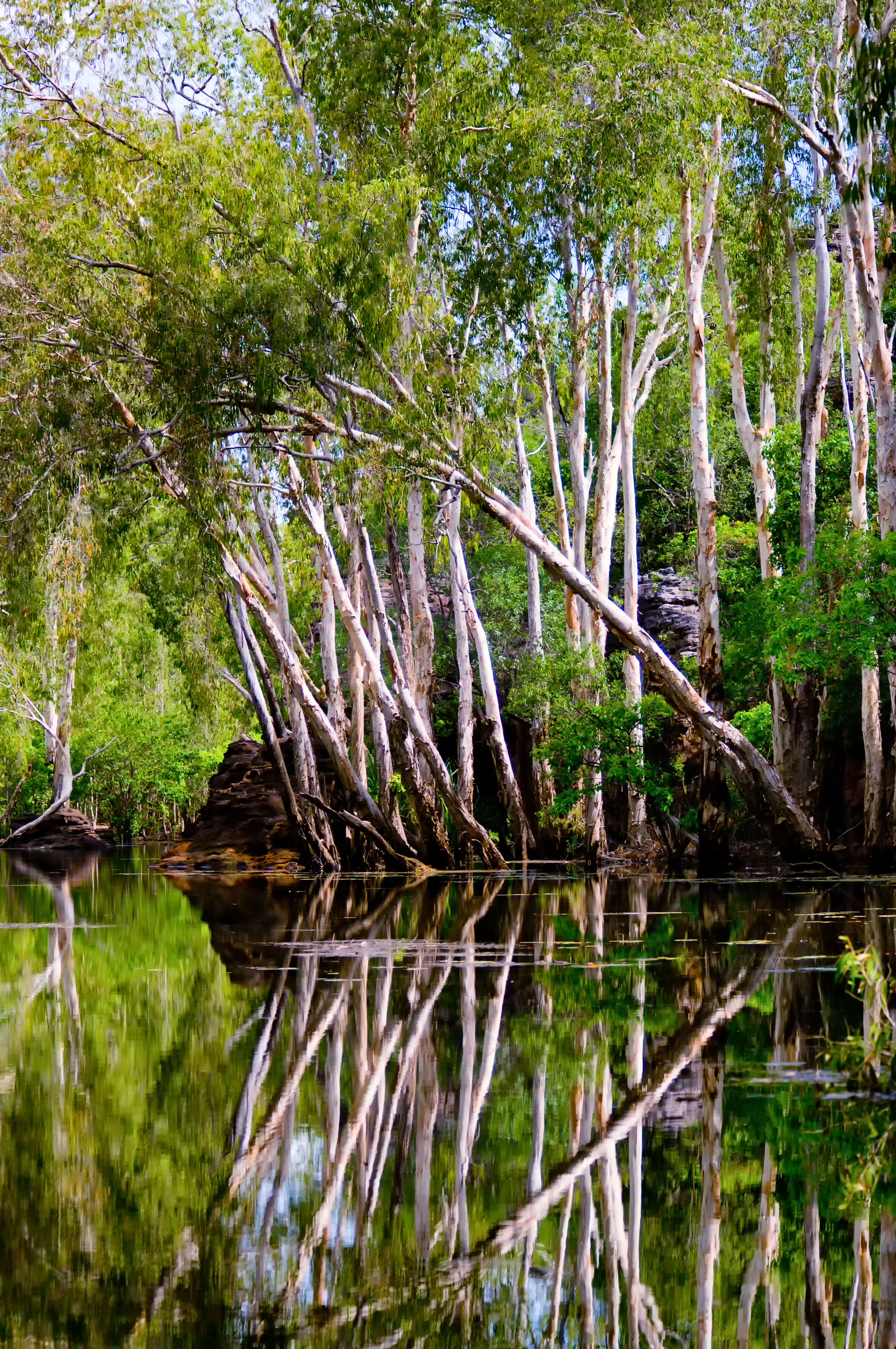
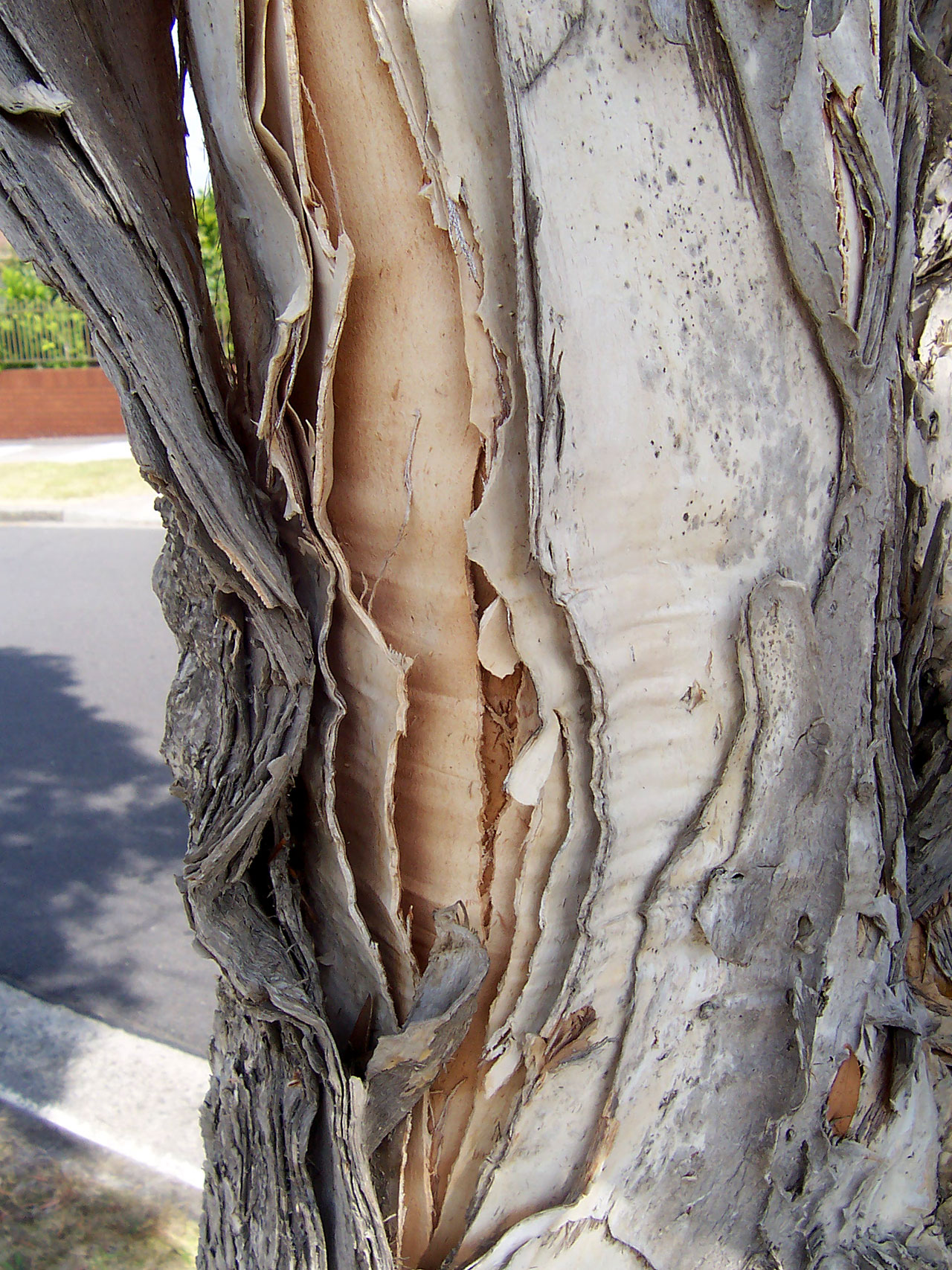
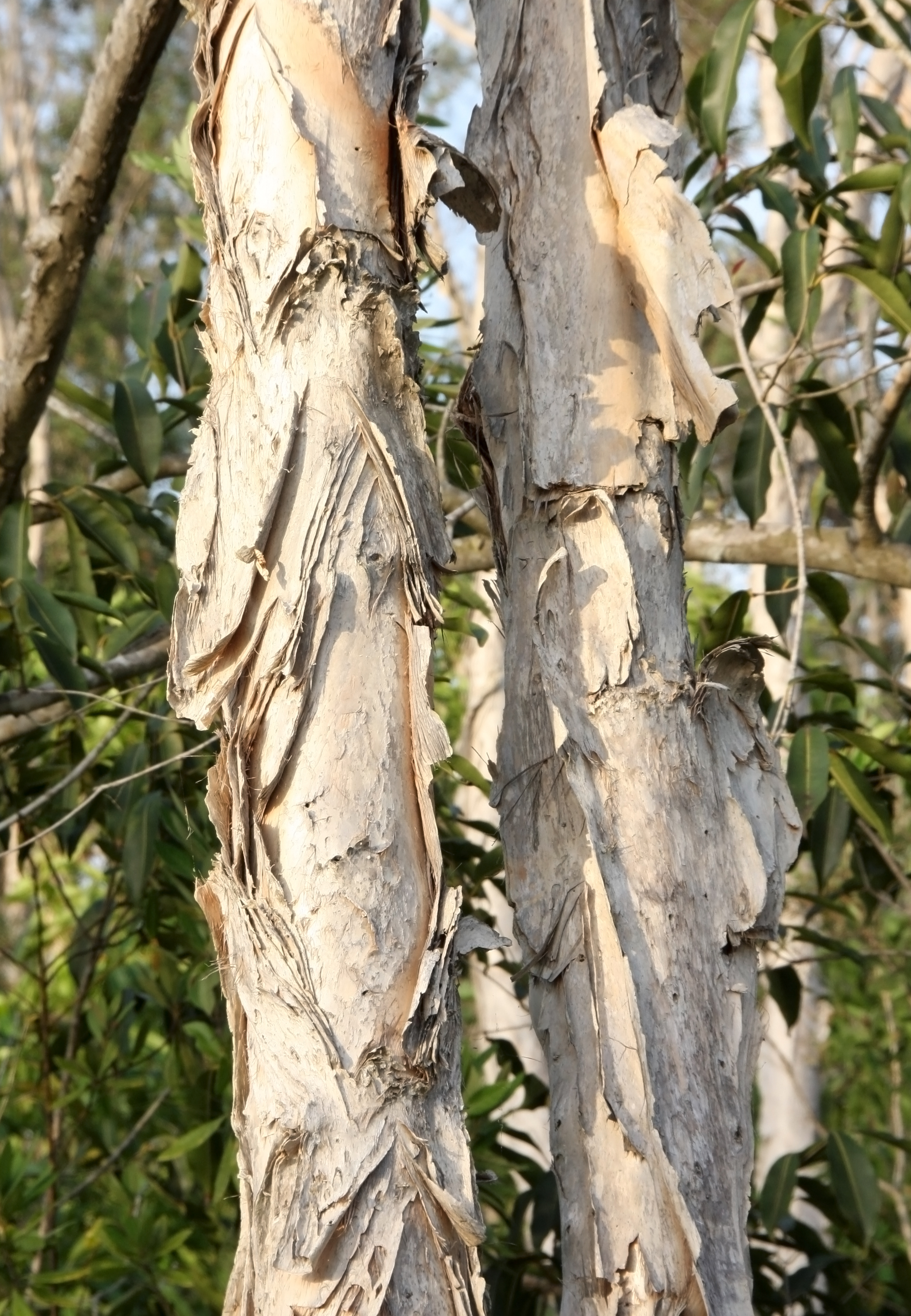
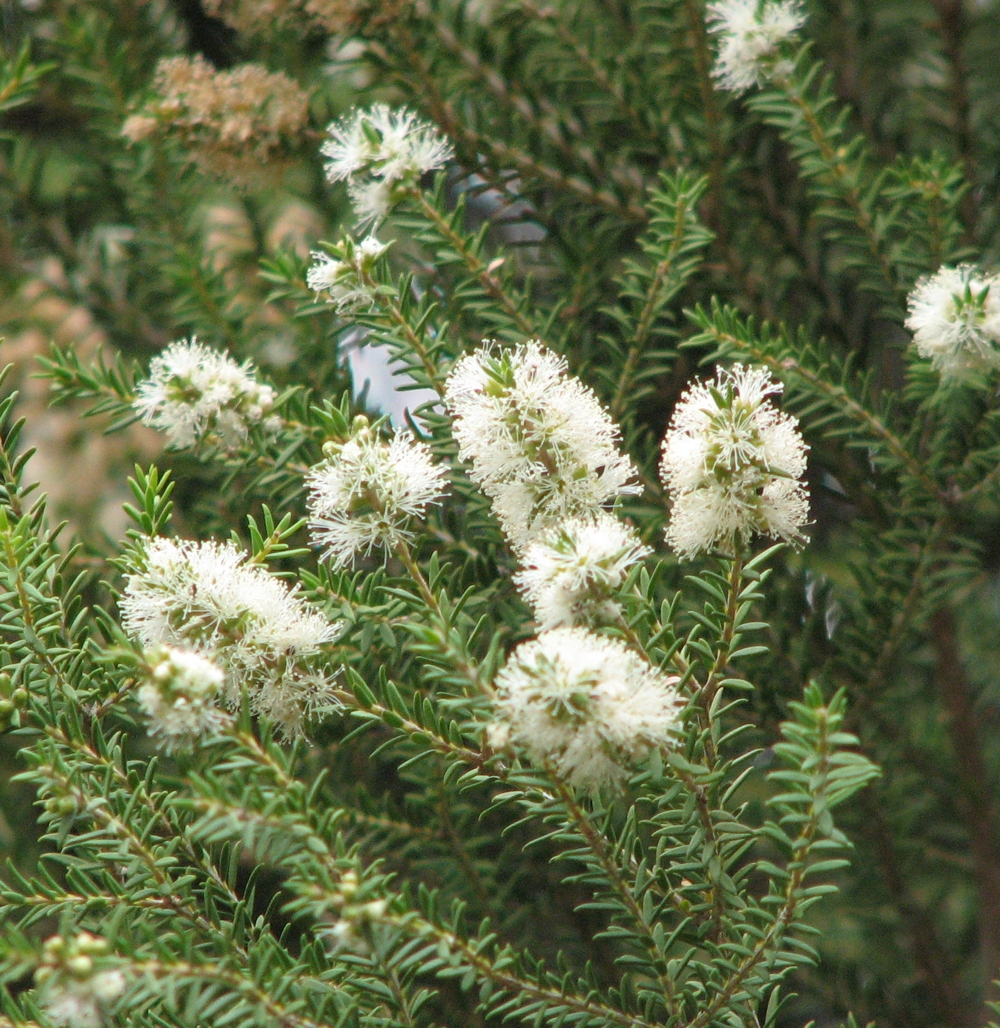

## Dottertaxa tillMelaleuca, i alfabetisk ordning[1]
- Melaleuca acacioides
- Melaleuca acuminata
- Melaleuca acutifolia
- Melaleuca adenostyla
- Melaleuca adnata
- Melaleuca aestuosa
- Melaleuca agathosmoides
- Melaleuca alsophila
- Melaleuca alternifolia
- Melaleuca amydra
- Melaleuca apodocephala
- Melaleuca apostiba
- Melaleuca araucarioides
- Melaleuca arcana
- Melaleuca arenicola
- Melaleuca argentea
- Melaleuca armillaris
- Melaleuca aspalathoides
- Melaleuca atroviridis
- Melaleuca barlowii
- Melaleuca basicephala
- Melaleuca beardii
- Melaleuca biconvexa
- Melaleuca bisulcata
- Melaleuca blaeriifolia
- Melaleuca boelophylla
- Melaleuca boeophylla
- Melaleuca borealis
- Melaleuca bracteata
- Melaleuca bracteosa
- Melaleuca brevifolia
- Melaleuca brevisepala
- Melaleuca bromelioides
- Melaleuca brongniartii
- Melaleuca brophyi
- Melaleuca buseana
- Melaleuca caeca
- Melaleuca cajuputi
- Melaleuca calcicola
- Melaleuca calothamnoides
- Melaleuca calycina
- Melaleuca calyptroides
- Melaleuca campanae
- Melaleuca camptoclada
- Melaleuca capitata
- Melaleuca cardiophylla
- Melaleuca carrii
- Melaleuca cheelii
- Melaleuca ciliosa
- Melaleuca citrolens
- Melaleuca clarksonii
- Melaleuca clavifolia
- Melaleuca cliffortioides
- Melaleuca coccinea
- Melaleuca concinna
- Melaleuca concreta
- Melaleuca condylosa
- Melaleuca conothamnoides
- Melaleuca cordata
- Melaleuca cornucopiae
- Melaleuca coronicarpa
- Melaleuca croxfordiae
- Melaleuca ctenoides
- Melaleuca cucullata
- Melaleuca cuticularis
- Melaleuca dawsonii
- Melaleuca dealbata
- Melaleuca deanei
- Melaleuca decora
- Melaleuca decussata
- Melaleuca delta
- Melaleuca dempta
- Melaleuca densa
- Melaleuca densispicata
- Melaleuca depauperata
- Melaleuca depressa
- Melaleuca dichroma
- Melaleuca diosmatifolia
- Melaleuca diosmifolia
- Melaleuca dissitiflora
- Melaleuca eleuterostachya
- Melaleuca elliptica
- Melaleuca ericifolia
- Melaleuca erubescens
- Melaleuca eulobata
- Melaleuca eurystoma
- Melaleuca eximia
- Melaleuca exuvia
- Melaleuca fabri
- Melaleuca filifolia
- Melaleuca fissurata
- Melaleuca fluviatilis
- Melaleuca foliolosa
- Melaleuca fulgens
- Melaleuca genialis
- Melaleuca gibbosa
- Melaleuca glaberrima
- Melaleuca glauca
- Melaleuca glena
- Melaleuca globifera
- Melaleuca glomerata
- Melaleuca gnidioides
- Melaleuca grieveana
- Melaleuca groveana
- Melaleuca halmaturorum
- Melaleuca halophila
- Melaleuca hamata
- Melaleuca hamulosa
- Melaleuca haplantha
- Melaleuca hemisticta
- Melaleuca hnatiukii
- Melaleuca hollidayi
- Melaleuca holosericea
- Melaleuca howeana
- Melaleuca huegelii
- Melaleuca huttensis
- Melaleuca hypericifolia
- Melaleuca idana
- Melaleuca incana
- Melaleuca interioris
- Melaleuca irbyana
- Melaleuca johnsonii
- Melaleuca keigheryi
- Melaleuca kunzeoides
- Melaleuca laetifica
- Melaleuca lanceolata
- Melaleuca lara
- Melaleuca lasiandra
- Melaleuca lateralis
- Melaleuca lateriflora
- Melaleuca lateritia
- Melaleuca laxiflora
- Melaleuca lazaridis
- Melaleuca lecanantha
- Melaleuca leiocarpa
- Melaleuca leiopyxis
- Melaleuca leptospermoides
- Melaleuca leucadendra
- Melaleuca leuropoma
- Melaleuca linariifolia
- Melaleuca linguiformis
- Melaleuca linophylla
- Melaleuca longistaminea
- Melaleuca lutea
- Melaleuca macronychia
- Melaleuca manglesii
- Melaleuca megacephala
- Melaleuca megalongensis
- Melaleuca micromera
- Melaleuca microphylla
- Melaleuca minutifolia
- Melaleuca monantha
- Melaleuca montis-zamiae
- Melaleuca nanophylla
- Melaleuca nematophylla
- Melaleuca nervosa
- Melaleuca nesophila
- Melaleuca nodosa
- Melaleuca ochroma
- Melaleuca oldfieldii
- Melaleuca orbicularis
- Melaleuca ordinifolia
- Melaleuca osullivanii
- Melaleuca oxyphylla
- Melaleuca pallescens
- Melaleuca pancheri
- Melaleuca papillosa
- Melaleuca parviceps
- Melaleuca parvistaminea
- Melaleuca pauciflora
- Melaleuca pauperiflora
- Melaleuca penicula
- Melaleuca pentagona
- Melaleuca phatra
- Melaleuca phoidophylla
- Melaleuca platycalyx
- Melaleuca plumea
- Melaleuca podiocarpa
- Melaleuca polycephala
- Melaleuca pomphostoma
- Melaleuca preissiana
- Melaleuca pritzelii
- Melaleuca procera
- Melaleuca propinqua
- Melaleuca protrusa
- Melaleuca psammophila
- Melaleuca pulchella
- Melaleuca pungens
- Melaleuca pustulata
- Melaleuca pyramidalis
- Melaleuca quadrifaria
- Melaleuca quercina
- Melaleuca quinquenervia
- Melaleuca radula
- Melaleuca rhaphiophylla
- Melaleuca rigidifolia
- Melaleuca ringens
- Melaleuca ryeae
- Melaleuca sabrina
- Melaleuca saligna
- Melaleuca sapientes
- Melaleuca scabra
- Melaleuca scalena
- Melaleuca sciotostyla
- Melaleuca sclerophylla
- Melaleuca sculponeata
- Melaleuca seriata
- Melaleuca sericea
- Melaleuca serpentina
- Melaleuca sheathiana
- Melaleuca sieberi
- Melaleuca similis
- Melaleuca societatis
- Melaleuca sophisma
- Melaleuca sparsiflora
- Melaleuca spathulata
- Melaleuca spectabilis
- Melaleuca sphaerodendra
- Melaleuca spicigera
- Melaleuca squamea
- Melaleuca squamophloia
- Melaleuca squarrosa
- Melaleuca stenostachya
- Melaleuca stereophloia
- Melaleuca stipitata
- Melaleuca stramentosa
- Melaleuca striata
- Melaleuca strobophylla
- Melaleuca styphelioides
- Melaleuca subalaris
- Melaleuca suberosa
- Melaleuca subfalcata
- Melaleuca subtrigona
- Melaleuca sylvana
- Melaleuca systena
- Melaleuca tamariscina
- Melaleuca teretifolia
- Melaleuca teuthidoides
- Melaleuca thapsina
- Melaleuca thymifolia
- Melaleuca thymoides
- Melaleuca thyoides
- Melaleuca tinkeri
- Melaleuca torquata
- Melaleuca tortifolia
- Melaleuca trichophylla
- Melaleuca trichostachya
- Melaleuca triumphalis
- Melaleuca tuberculata
- Melaleuca ulicoides
- Melaleuca uncinata
- Melaleuca undulata
- Melaleuca urceolaris
- Melaleuca uxorum
- Melaleuca venusta
- Melaleuca villosisepala
- Melaleuca wilsonii
- Melaleuca viminea
- Melaleuca vinnula
- Melaleuca violacea
- Melaleuca viridiflora
- Melaleuca wonganensis
- Melaleuca xerophila
- Melaleuca zeteticorum
- Melaleuca zonalis